# Jayson Jablonsky
Jayson Michael Jablonsky (Orange, 23 de julho de 1985) é um voleibolista profissional americano, que atua como ponta. É jogador da Seleção dos Estados Unidos. 

## Títulos
Clubes
Supercopa da Grécia:
- 2010

Copa da Grécia:
- 2011

Campeonato da Grécia:
- 2011, 2016

Copa da Eslovénia:
- 2013

Copa da França:
- 2014

Campeonato da França:
- 2014

Campeonato da Porto Rico:
- 2017

Seleção principal
Campeonato NORCECA Sub-21:
- 2004

Universíada de Verão:
- 2007

Copa Pan-Americana:
- 2008, 2010
- 2011

Campeonato NORCECA:
- 2011

Liga Mundial:
- 2012

Copa do Mundo:
- 2015[2]